# Carathea
Carathea is een geslacht van spinnen uit de familie Malkaridae.

## Soorten
- Carathea miyali Moran, 1986
- Carathea parawea Moran, 1986